# 乜太今夜VERY GOOD
《乜太今夜VERY GOOD 》是香港電視廣播有限公司製作的節目，於1990年8月17日播出，由盧大偉、李司棋擔任節目主持，主要環節包括《乜太做乜大菜選舉》和《乜太三代恩仇錄》等。

## 簡介
「乜太」是綜藝節目《笑星救地球》的其中一個角色，由廖偉雄以女性造型演出，扮演烹飪節目主持，受到觀眾的注意。適逢亞洲電視舉行《亞洲小姐競選》決賽，無綫電視為了爭取收視率，決定製作《乜太今夜VERY GOOD》特備節目，於1990年8月17日晚上8時20分播出。

## 主要環節

### 乜太三代恩仇錄
《乜太三代恩仇錄》是一輯以介紹「乜太」身世為目的的短篇劇，於節目中播出，演員包括廖偉雄、胡大為、黃一山、江欣燕等，並邀請電視劇《人在邊緣》的演員班底客串演出，包括黎明、羅慧娟、劉青雲、林文龍、黎美嫻等，此劇分別以清朝、民初及文化大革命時期為背景，故事講述乜太的外婆是清朝一名親王的第十八妃嬪賤格格（廖偉雄飾），因其誕下的女嬰容貌怪異而遭到慈禧太后（羅慧娟飾）迫害，在無名英雄「阿乜」（黎明飾）和御廚（劉青雲飾）的幫助下逃出紫禁城，該名女嬰長大後與御廚的兒子結為夫妻並懷有身孕，在賣唱期間被一名大帥（胡大為飾）強行收買為姨太太，獲無名英雄「阿乜」（黎明飾）相助，逃到芙蓉鎮，以經營「乜水豆腐」維生，其後由女兒春花繼承產業，春花的豆腐店遭到李書記（胡大為飾）的批鬥，而李書記卻遭到江領導的批鬥，李書記在混亂間中刀身亡，臨終前吩咐其兒子小李（黃一山飾）跟隨春花離開，春花與小李在無名英雄「阿乜」（黎明飾）的幫助下逃到香港，由於春花及其母親、外婆均受到無名英雄「阿乜」的恩惠，因此改名為「乜太」。
這是黎明演藝生涯唯一一次參與無線電視搞笑節目演出。

### 乜太做乜大菜選舉
《乜太做乜大菜選舉》是節目中的角色扮演比賽環節，約有二百多名公眾人士報名參加，入圍的候選者於節目中模仿「乜太」教授烹飪技巧，由譚炳文、周國麟、甘國衛、張衛健、黃一山飾演評判團，並邀請現場觀眾參與選出「最上鏡乜太大獎」，以下是入圍名單及其所獲得的獎項：
| 編號 | 參賽者姓名 | 來自地區／屋苑 | 演繹作品 | 獎項                                                            | 參考／備註                         |
| ---- | ---------- | -------------- | -------- | --------------------------------------------------------------- | ---------------------------------- |
| 1    | 李昇       | 西環           | 煲水     | 港幣1,000元現金                                                 |                                    |
| 2    | 黃美蘭     | 觀塘           | 炒魷魚   | 亞軍：國際線路錄影機一部及最上鏡乜太大獎：價值港幣2,000元的金飾 |                                    |
| 3    | 陳俊       | 銅鑼灣         | 煲電話粥 | 港幣1,000元現金                                                 | 以11歲之齡參賽，是最年輕的參賽者。 |
| 4    | 黃家宇     | 樂民邨         | 炸形     | 冠軍：港幣20,000元現金                                          |                                    |
| 5    | 曾寶琳     | 油麻地         | 屈人     | 季軍：國際線路錄影機一部                                        |                                    |
| 6    | 湯德超     | 佐敦           | 煮人米   | 港幣1,000元現金                                                 |                                    |

## 資料來源
1. ↑  . 華僑日報. 1990-08-17: 24 （中文）.
2. ↑  . 蘋果日報. 2007-04-21  [2020-06-16]. （原始内容存档于2020-05-16） （中文）.
3. ↑  . 大公報. 1990-08-17: 20 （中文）.